# Język tulu
Język tulu – jeden z języków używanych w regionie Tulu Nadu w południowo-zachodnich Indiach. Należy do rodziny języków drawidyjskich. Według danych spisu ludności z 2011 r. mówi nim 1,85 mln ludzi. Używany głównie w południowo-zachodniej części stanu Karnataka, a także w stanie Kerala. Oryginalne pismo tulu (podobne do pisma malajalam) jest obecnie rzadko używane. Czasami nadal zapisuje się w nim dzieła filozoficzne. Współcześnie język tulu zapisuje się zazwyczaj w południowoindyjskim piśmie kannada.